# Море Густава-Адольфа
Море Густава-Адольфа (также Море Принца Густава-Адольфа) (англ. Prince Gustaf Adolf Sea, фр. Mer du Prince-Gustave-Adolphe) — маленькое межостровное море в Канадском Арктическом архипелаге. Является частью Северного Ледовитого океана. Море Густава-Адольфа ограничено с запада двумя островами — Борден и Маккензи-Кинг, с востока — островом Эллеф-Рингнес, а с юга — островом Лохид.
Название морю было дано Отто Свердрупом во время его экспедиции 1902 года. Считая, что он добрался до западной границы Канадского Арктического архипелага, Свердруп назвал акваторию к востоку от острова Эллеф-Рингнес морем Принца Густава-Адольфа — в честь шведского принца Густава-Адольфа, будущего короля Густава VI Адольфа, сына Густава V, в честь которого он назвал море к северу от Эллеф-Рингнес.
В российской географии эта акватория часто именуется проливом Принц-Густав-Адольф (одноимённый пролив есть у берегов Антарктиды).

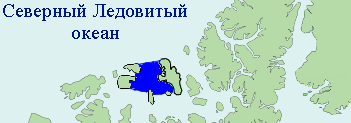
Акватория моря Густава-Адольфа